# Norayla Francisco
Norayla María Francisco (sinh ngày 30 tháng 6 năm 1984) là chủ nhân của cuộc thi sắc đẹp và là một kế toán, viên người đại diện cho Curaçao tại Hoa hậu Thế giới 2008 tại Nam Phi. Cô đã giành được quyền đại diện cho quốc đảo Caribbean này sau khi giành chiến thắng Hoa hậu Thế giới Curaçao vào tháng 3 năm 2008. Vào ngày 3 tháng 12 năm 2008, Francisco nằm trong số mười thí sinh lọt vào vòng chung kết tại cuộc thi Người mẫu hàng đầu Hoa hậu Thế giới 2008 được tổ chức tại Soweto, Nam Phi.
Cô cũng đại diện cho Curaçao trong cuộc thi Top Model of The World 2010, nơi cô được xếp vào Top 15, giành vị trí thứ 7.
Chào mừng mùa giải thứ 10 của cuộc thi sắc đẹp Hoa hậu Trái Đất, được tổ chức tại Vinpearl Land, Nha Trang, Việt Nam vào ngày 4 tháng 12 năm 2010, Norayla Francisco đã được Reinilla Productions Developments (ReProD) chọn để đại diện cho Curaçao. Lần này cô không được xếp hạng.
Tám mươi bốn thí sinh đến từ nhiều quốc gia và vùng lãnh thổ đã tranh tài cho danh hiệu Hoa hậu Trái Đất 2010. Kết thúc cuộc thi, chủ nhân Hoa hậu Trái Đất 2009, Larissa Ramos của Brazil đăng quang người kế vị Nicole Faria của Ấn Độ. Sự kiện này được phát sóng trực tiếp bởi STAR World, VTV, ABS CBN, Kênh Philippines và các trang mạng đối tác khác.

## liên kết ngoài
- Trang Facebook chính thức của Norayla
- Đại lý của Norayla Lưu trữ ngày 30 tháng 11 năm 2012 tại Wayback Machine
- Hoa hậu Thế giới
- Nhớ Trái Đất